# Nel mezzo del cammin di nostra vita

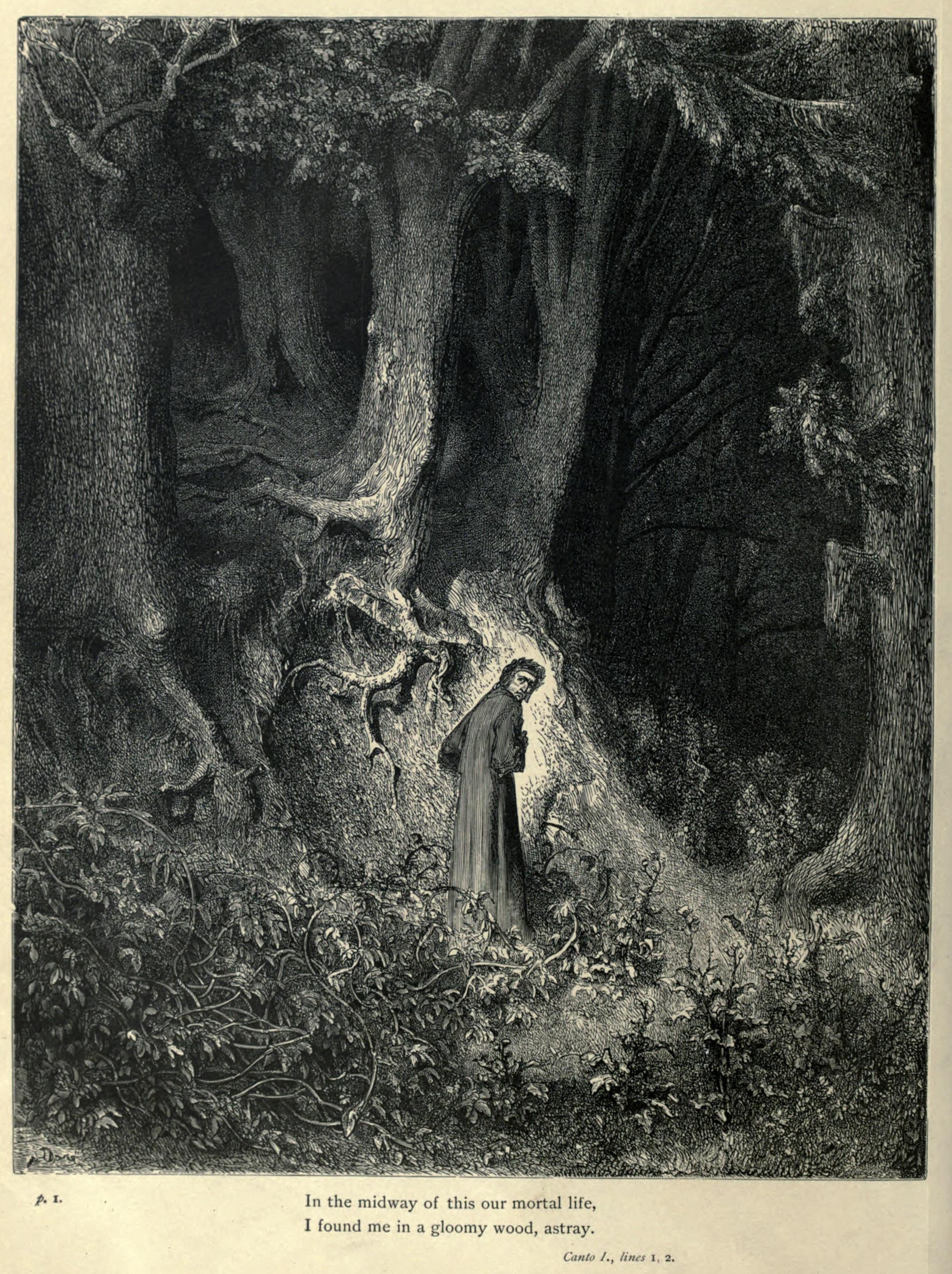
Gustave Doré: La selva oscura

Nel mezzo del cammin di nostra vita è il primo verso della Divina Commedia di Dante Alighieri; costituisce l'incipit del primo canto dell'Inferno e, per estensione, dell'intero poema. Il verso è strutturato in endecasillabi (vedasi terzina dantesca).
Il riferimento più citato come ispirazione a queste parole è il Convivio (IV 23, 6-10): «lo punto sommo di questo arco [della vita terrena] ne li più io credo [sia] tra il trentesimo e il quarantesimo anno, e io credo che ne li perfettamente naturati esso ne sia nel trentacinquesimo anno». Una concezione, questa, che si fonda biblicamente sul Salmo LXXXIX, 10: «I giorni dei nostri anni arrivano a settant'anni e per i più forti a ottanta», e sul Cantico del re Ezechia, contenuto in Isaia XXXVIII, 10 per ciò che concerne l'esito di questa maturazione: «Ego dixi in dimidio dierum meorum: vadam ad portas inferi».
Va notato che, unico tra i più antichi commentatori del Poema dantesco, Guido da Pisa interpreta il "mezzo del cammin di nostra vita" come riferimento al sonno (dormiamo circa metà della vita), con ciò sottolineando l'aspetto onirico, quasi di positiva trance, dell'ispirazione dantesca.
Vari commentatori hanno ritenuto che "nostra vita" possa riferirsi non solo alla vita del poeta ma anche alla vita dell'intera umanità, in quanto l'anno 1300, in base ad altri riferimenti nel poema, sarebbe l'anno centrale di una cronologia cosmica lunga 13.000 anni che inizia con la creazione del mondo e di Adamo e che termina con il Giudizio Universale.
Dante si immagina dunque per una selva oscura (v. 2), in un momento di confusione interiore (la diritta via era smarrita, v. 3), proprio nella fase mediana della sua vita, in cui ha inizio la descrizione della sua visione mistica della Commedia; il nostra è indice dell'esemplarità di tale esperienza.
È stato sottolineato come anche la definizione della vita come cammino sia di origine biblica: camminiamo nella via della fede dice san Paolo, «... dum sumus in corpore peregrinamur a Domino / per fidem enim ambulamus et non per speciem» (2 Cor. 5, 6-7). Dante riprende questa idea del cammino di questa vita nel Convivio, quando indica il pericolo per l'anima di perdere la strada del bene (IV XII, 15-18), come è infatti accaduto a lui all'interno di questa visione poetica (secondo Guido da Pisa un "sonno mistico"), immaginata nel venerdì santo del 1300. 
La selva è la strada «erronea di questa vita» di cui parla nel Convivio (IV XXIV, 12). Il poeta nel mezzo del cammin di nostra vita all'improvviso prende consapevolezza della condizione negativa in cui è entrato quasi inconsapevolmente, e che è anche la condizione di corruzione dell'intera umanità. Il motivo personale e quello universale continuano costantemente a sovrapporsi in tutto l'itinerarium dell'opera, e ne indicano la prospettiva cosmica, legata alle sorti degli uomini nel loro complesso.
Come la maggior parte dei versi della Commedia, anche il terzo verso ha varie interpretazioni. Infatti, al di là dell'interpretazione letterale: «avevo smarrito il sentiero per il quale stavo andando e mi persi in una selva oscura», la "diritta via" va interpretata come "la via del bene". Infatti, Dante, nel periodo in cui scrisse l'opera, viveva un momento di crisi: la Divina Commedia è un cammino di purificazione di Dante e di tutta l'umanità. "Ché la diritta via era smarrita" è una frase per indicare il momento di sbandamento morale dell'autore.
Inoltre, Tommaso Di Salvo ha precisato che la via era solo smarrita, e non perduta: infatti, alla fine del poema, il sommo poeta riacquista il bene e la grazia.

## La selva oscura
L'immagine allegorica della selva oscura era familiare nel Medio Evo, tanto che in una «visio in rima del calabrese abate Gioacchino di Flora, di spirito profetico dotato, un religioso si smarrisce nella selva e il cammino gli è impedito da linci, leoni, serpenti». La novità di Dante, prosegue Francesco Flora, è quella di ritradurre l'immagine allegorica in un'immagine reale, immettendo tale tipo di spazio nel tempo. «Primavera del 1300. (...) Ê l'anno del giubileo, per la prima volta bandito da Bonifacio VIII, che ai cattolici pentiti e imploranti concede l'intero perdono delle colpe».